# 4-та змішана авіаційна дивізія (РФ)
4-а змішана авіаційна дивізія — оперативне з'єднання військово-повітряних сил Російської Федерації у складі 4-ї армії ВКС, створене у 2016. Управління дивізії базується на аеродромі Мариновка.

## Склад
До складу дивізії входять два авіаполки:
- 11-й окремий змішаний авіаційний полк, в/ч 77978, Мариновка, (фронтові бомбардувальники Су-24М та розвідники Су-24МР)[2];
- 960-й гвардійський штурмовий авіаційний полк, (в/ч 75387[3]), Приморсько-Ахтарськ (штурмовики Су-25СМ).